# Bateau sculpté à partir d'un noyau d'olive
Le bateau sculpté à partir d'un noyau d'olive (chinois : 雕橄欖核舟) est une sculpture traditionnelle chinoise représentant un bateau, créée en 1737 par Chen Zuzhang (chinois : 陳祖章), à partir d'un noyau d'olive. Elle fait partie de la collection du Musée national du Palais situé à Taipei, Taïwan.

## Description
Le bateau est une sculpture miniature réalisée à partir d'un noyau d'olive, mesurant 1,4 centimètre de largeur sur 3,4 cm de longueur pour seulement 1,6 cm de hauteur. À l'intérieur du bateau, il y a un total de huit personnages, dont le fameux poète de la Dynastie Song, Su Shi, assis près de la fenêtre, à la table. La sculpture montre un niveau de détail très élevé, notamment pour ce qui concerne les sculptures des fenêtres sur le côté, avec au centre deux panneaux mobiles. Sur le dessus du bateau, une voile est enroulée dans une corde.
Le texte intégral du poème de Su Shi Dernière Ode sur la Falaise Rouge, soit plus de 300 caractères chinois, est gravé dans les détails sur le fond de l'embarcation, démontrant l'expertise de l'artiste en matière de travail sur de si petits supports. Le poème décrit le poète profitant d'une promenade en bateau avec ses amis par une nuit de pleine lune, sur le site de la bataille de la Falaise rouge. L'artiste, Chen, a recréé une miniature de ce moment, le bateau étant un symbole de l'isolement des hommes en toute sécurité, au sommet de leur vie et de l'eau.

## L'histoire
Le bateau a été sculpté durant la deuxième année de règne de l'empereur Qianlong (1737) par le sculpteur Chen Zuzhang. Chen, originaire de Canton, était entré dans le Bureau Impérial de Fabrication sous le règne de l'empereur Yongzheng. En 1737, l'artiste a sculpté ce bateau à partir d'un noyau d'olive, profitant de sa forme. À la suite de la chute de l'Empire des Qing durant la Révolution chinoise de 1911, la sculpture est entrée dans la collection du Musée du Palais de la Cité Interdite. Avec un autre noyau de cette collection, la pièce a survécu à la Seconde Guerre sino-japonaise (Seconde Guerre mondiale) et à la guerre civile chinoise. 
Elle a finalement été déménagée à Taïwan, au Musée National du Palais.